# Neoleria diversa
Neoleria diversa är en tvåvingeart som först beskrevs av Garrett 1925.  Neoleria diversa ingår i släktet Neoleria och familjen myllflugor.
Artens utbredningsområde är British Columbia. Inga underarter finns listade i Catalogue of Life.